# Halley (stacja antarktyczna)
Halley Research Station – brytyjska całoroczna stacja polarna znajdująca się na Lodowcu Szelfowym Brunta na Morzu Weddella, u wybrzeża Ziemi Coatsów, zarządzana przez British Antarctic Survey. Współcześnie istniejąca stacja Halley VI ma modułową konstrukcję; jest to pierwsza na świecie stacja badawcza, mająca możliwość przemieszczania się po powierzchni lodowca.

## Historia
Stacja Halley została założona w 1956 roku, w ramach Międzynarodowego Roku Geofizycznego. Pierwsze budynki, wznoszone klasycznymi metodami, zostały kolejno pokryte i zmiażdżone przez śnieg. W ciągu roku na Lodowcu Szelfowym Brunta gromadzi się warstwa ok. 1,2 m śniegu.
- Halley I (1956–1968): początkowo powstał jeden drewniany budynek, który do 1961 został całkowicie pokryty przez śnieg; w pobliżu wzniesiono nowy budynek, używany przez następne lata.
- Halley II (1967–1973): dach nowego budynku miał stalowe wzmocnienia.
- Halley III (1973–1984): stację tworzyły budynki z prefabrykatów, umieszczone w stalowych tunelach.
- Halley IV (1983–1992): dwupiętrowe budynki stacji zostały umieszczone w tunelach zbudowanych z paneli ze sklejki.

### Halley V

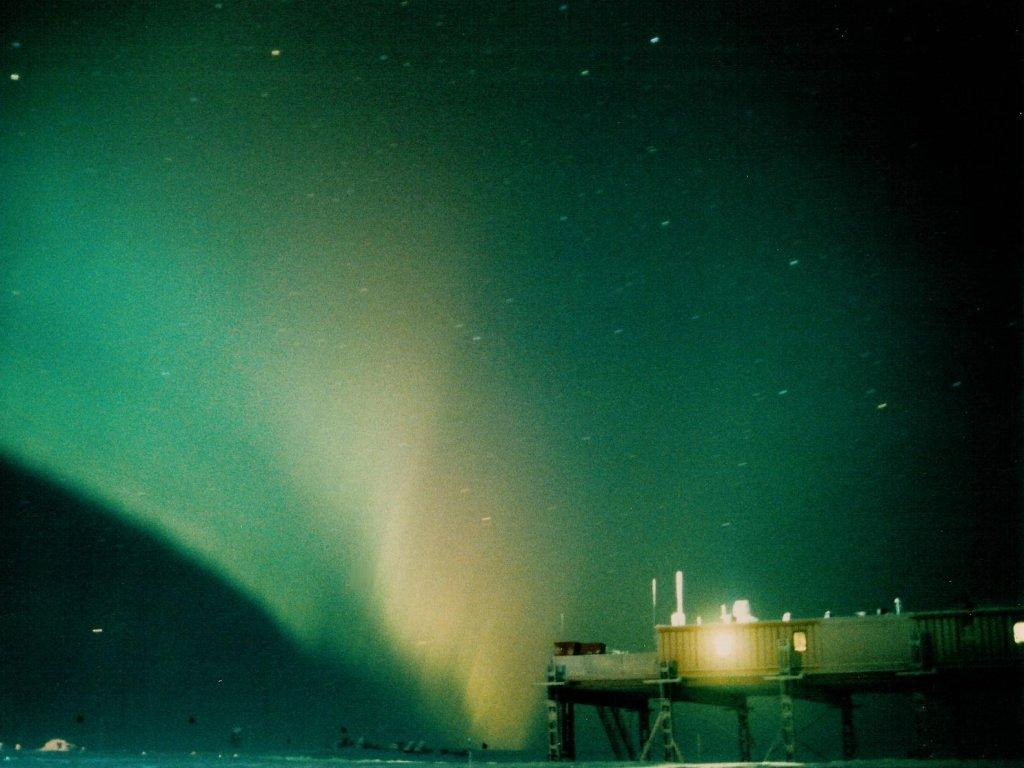
Zorza polarna ponad stacją Halley V (zima 1998)

Stacja istniała w latach 1992–2012. Dla uniknięcia zagrożenia ze strony śniegu, cztery budynki stacji zostały umieszczone na platformach, które były podnoszone co roku. Główne budynki stacji były stacjonarne; ze względu na ruch lodowca (~700 m/rok) oddaliły się one od lądu stałego i zostały opuszczone, w związku z ryzykiem oderwania się tej części lodowca w formie góry lodowej. Garaż oraz letni budynek mieszkalny, umieszczone na płozach, zostały zabrane i w dalszym ciągu są używane.

### Halley VI

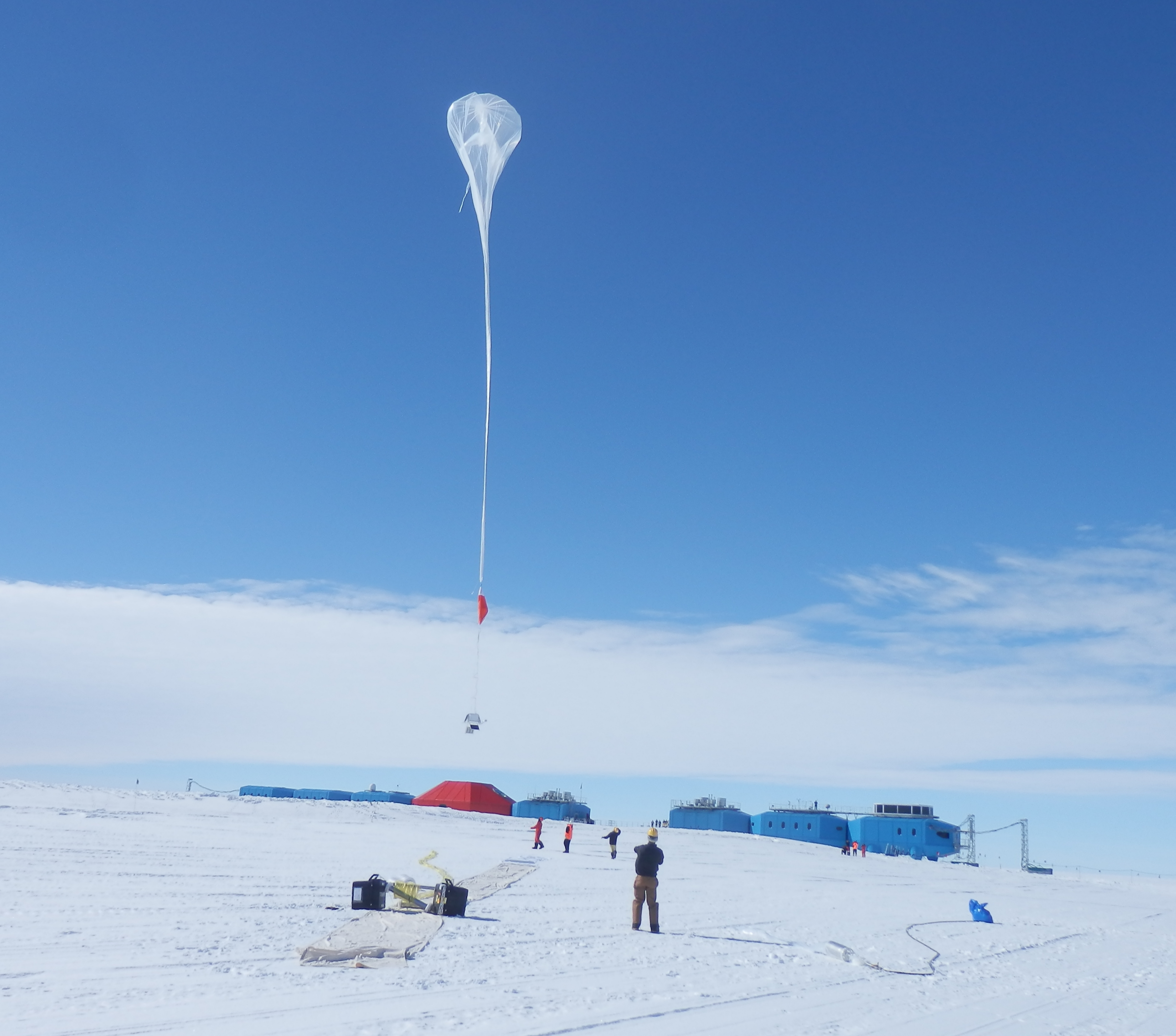
Balon stratosferyczny wznoszący się obok modułów stacji Halley VI

Projekt ruchomej stacji Halley VI zwyciężył w międzynarodowym konkursie. Stacja była budowana w Kapsztadzie w Południowej Afryce, następnie została skompletowana na Antarktydzie w pobliżu zabudowań bazy Halley V, przemieszczona na docelowe miejsce i oficjalnie otwarta w lutym 2013 roku.
Halley VI składa się z ośmiu modułów, umieszczonych na hydraulicznych podnośnikach, zakończonych płozami. W niebieskich modułach umieszczone są pokoje mieszkalne, laboratoria, biura, generatory prądotwórcze i platforma obserwacyjna. Główny, czerwony moduł jest większy niż pozostałe, mieszczą się w nim m.in. jadalnia i pomieszczenia rekreacyjne.
Od grudnia 2015 do marca 2017 jednym z członków załogi stacji Halley VI był Polak, Michał Krzysztofowicz, odpowiedzialny za transfer danych pomiarowych ze stacji antarktycznej do Wielkiej Brytanii. Pobyt na stacji dokumentował na swoim blogu.

## Działalność
W stacji Halley prowadzone są głównie badania atmosfery, dotyczące zmian zawartości ozonu w stratosferze (zob. ozonosfera) i innych zagadnień chemii atmosfery obszarów polarnych oraz zmian klimatu. Stacja znajduje się w obszarze występowania zjawiska południowej zorzy polarnej, co pozwala badać zjawiska zachodzące w jonosferze Ziemi. Prócz tego prowadzi się badania glacjologiczne i geologiczne.
Badania prowadzone w stacji Halley pozwoliły odkryć w 1985 istnienie dziury ozonowej.

## Warunki
W słoneczne letnie dni w pobliżu stacji przeważnie panuje temperatura około −10 °C, rzadko przekracza 0 °C. Zimą typowo osiąga −20 °C, a zdarzają się temperatury blisko −55 °C. Często ze wschodu wieje silny wiatr, który powoduje zamiecie i ogranicza widzialność do kilku metrów. Podczas nocy polarnej (trwającej 105 dni) stacja jest odcięta od zewnętrznego świata – warunki nie pozwalają na loty samolotów, a morze jest zamarznięte.
W grudniu (w antarktycznym lecie) do stacji przybywa statek zaopatrzeniowy RRS Ernest Shackleton. Niekiedy nie jest on w stanie dotrzeć do niej i rozładunek następuje w odległości kilkudziesięciu kilometrów od bazy. Statek odpływa ostatecznie w lutym, zabierając personel niezimujący i ładunki.